# Mas de Christin
Le mas de Christin est une bâtisse située à Junas et faisant l’objet d’une inscription au titre des monuments historiques en 1985.

## Description
Il s'agit d'une ferme bastide. Ses façades et toitures du corps de logis, ses pièces du rez-de-chaussée décorées, à l'exclusion de la cuisine, ainsi que sa façade nord des communs forment l'ensemble inscrit aux monuments historiques. Il est aussi à remarquer la façade néo-gothique et renaissance à arcs à accolades d'inspiration vénitienne surmontée d'un fronton monumental semi-circulaire formant une sorte de couronne.